# 엘 미니스테리오 델 티엠포
《엘 미니스테리오 델 티엠포》(스페인어: El ministerio del tiempo→시간부(部))는 스페인의 SF 텔레비전 시리즈이다. 2015년 2월 24일 라 1에서 처음 방송되었으며, 2020년 6월 23일 종영하였다.

## 출연진
주연
- 로돌포 산초
- 아우라 가리도
- 나초 프레스네다
- 카예타나 기옌 쿠에르보
- 후안 헤아
- 하이메 블란츠
- 프랑세스카 피뇬
- 우고 실바
- 나탈리아 미얀
  - 마카레나 가르시아

## 같이 보기
- 시간여행물
- 시간 여행
- 할아버지 역설